# Mohenjo-Daro
Koordinaten: 27° 20′ N, 68° 8′ O

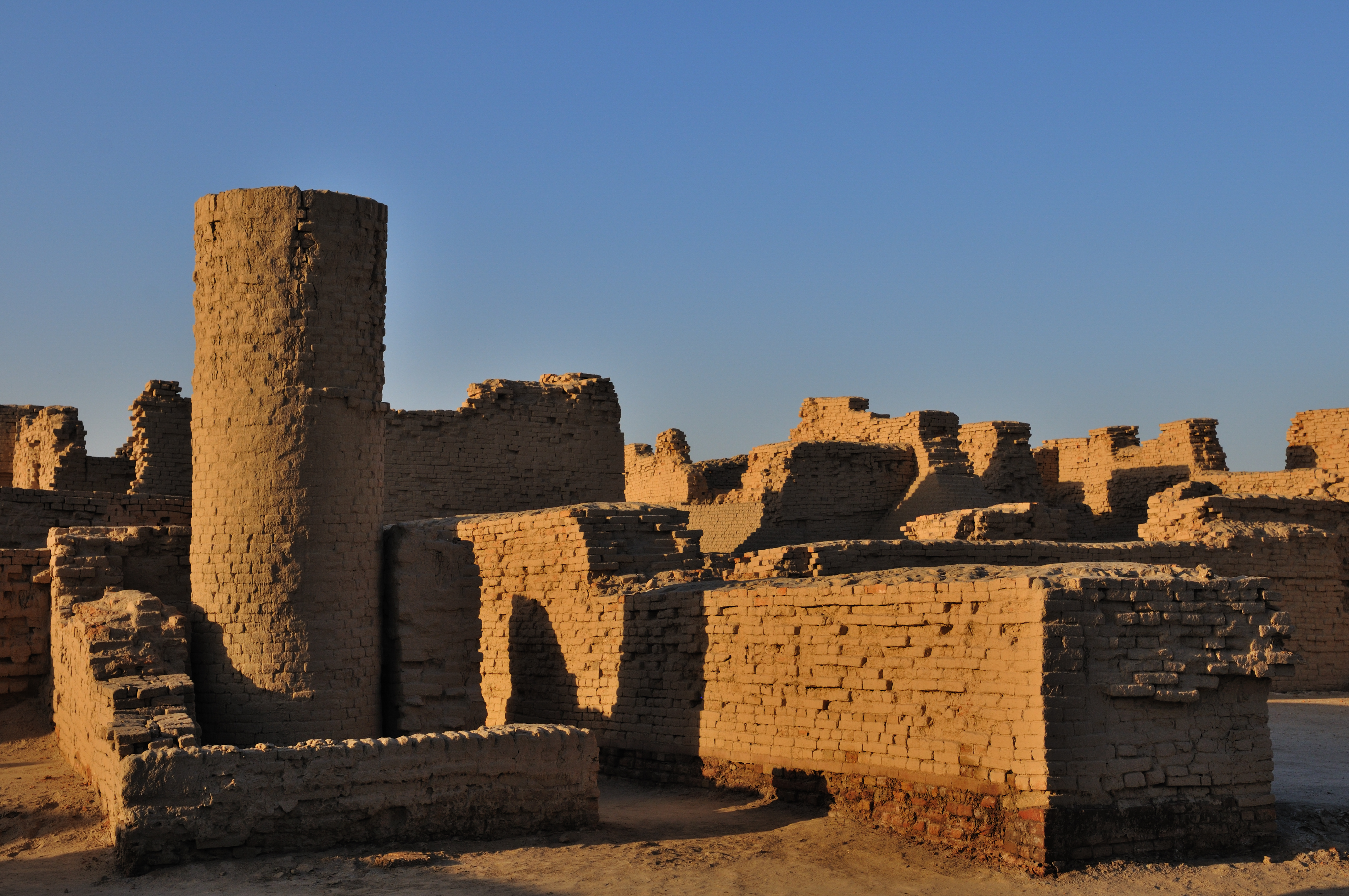
Brunnen und Wohnhäuser

Mohenjo-Daro (manchmal auch Mohanjo-Daro oder Moenjo-Daro geschrieben, Sindhi موهينجو دڙو) ist eine historische stadtähnliche Siedlung am Unterlauf des Indus im heutigen Pakistan ca. 40 km südlich der Stadt Larkana. Sie war ungefähr von 2600 bis 1800 v. Chr. Teil der Indus-Kultur. Sie zeigt keine der üblichen Herrschaftsstrukturen; zentraler Bau ist ein Bad.
Der Ort wurde verlassen und geriet danach in Vergessenheit, erst 1922 (andere Quellen: 1924) wurde er von britisch-indischen Archäologen wiederentdeckt. Geleitet wurden diese Ausgrabungen von Sir John Marshall, dem damaligen Direktor des Archaeological Survey of India. Verbunden mit den Ausgrabungen um 1950 ist der Name Sir Mortimer Wheeler. Mohenjo-Daro ist besser erhalten als das wenige Jahre vorher gefundene Harappa.
Mohenjo-Daro ist das vermutete Hauptzentrum der Harappa- oder Induskultur, einer der drei frühen Hochkulturen der Menschheit im 3. Jahrtausend v. Chr. Der Name bedeutet im modernen Sindhi „Hügel der Toten“. Mohenjo-Daro steht als die größte erhaltene Stadt der Bronzezeit auf der Liste des UNESCO-Weltkulturerbes.
Der Ruinenhügel ist in der Ebene schon von weitem zu erkennen. Die westlich der Unterstadt gelegene Zitadelle (ein späterer Bau) ragt am höchsten – bis zu 15 Meter – empor. Vor 4500 Jahren muss das Bild noch eindrucksvoller gewesen sein, da der Indus die Ebene seit dieser Zeit um mehr als 7 Meter aufgeschwemmt hat.

## Entstehung und Blütezeit
Die Harappa-Kultur entwickelte sich aus den regionalen Vorgängerkulturen um Zentren wie Amri und Kot Diji. Das fruchtbare Industal ist in diesem Gebiet ungefähr 100 Kilometer breit. Die Stadt erlangte ihre Blüte um 2500 v. Chr. und hatte zu dieser Zeit ca. 30.000 bis 40.000 Einwohner. Ermöglicht wurde dies durch einen kurzen, aber intensiven Innovationsschub. Dieser bestand im Wesentlichen in der Nutzbarmachung des Indus, zum einen für die Landwirtschaft, zum anderen als ganzjähriger Transportweg. Da die untere Indusebene während der Überschwemmungsperiode von Juli bis Oktober auf dem Landweg nicht ausreichend erreichbar war, war dies von entscheidender Bedeutung. Erreicht wurde jene Transportfähigkeit durch enorme Plattformunterbauten aus gebrannten Ziegeln, wodurch auch nahe dem Ufer des Indus gebaut werden konnte.
Weiterhin entwickelte sich in dieser Zeit eine Gesellschaftsstruktur, die den Sprung von den dezentral organisierten Dorfsiedlungen zu einem städtisch geprägten politisch-wirtschaftlichen System erst ermöglichte.
Zudem entstand eine Schrift, die Indus-Schrift, die sich vorwiegend auf kleinen Steatitsiegeln befindet. Diese Schrift konnte bisher jedoch noch nicht entschlüsselt werden.
Ungebrannte Lehmziegel des heutigen Handformats (ca. 6 × 13 × 27 cm) waren Standard in der Hochkultur. Aus diesen wurden nahezu alle Gebäudeteile gefertigt – so auch die Infrastruktur mit ihrer Wasserversorgung und über 600 Brunnen sowie die Abwasserkanäle zur Entsorgung.

## Wissen und Vermutungen

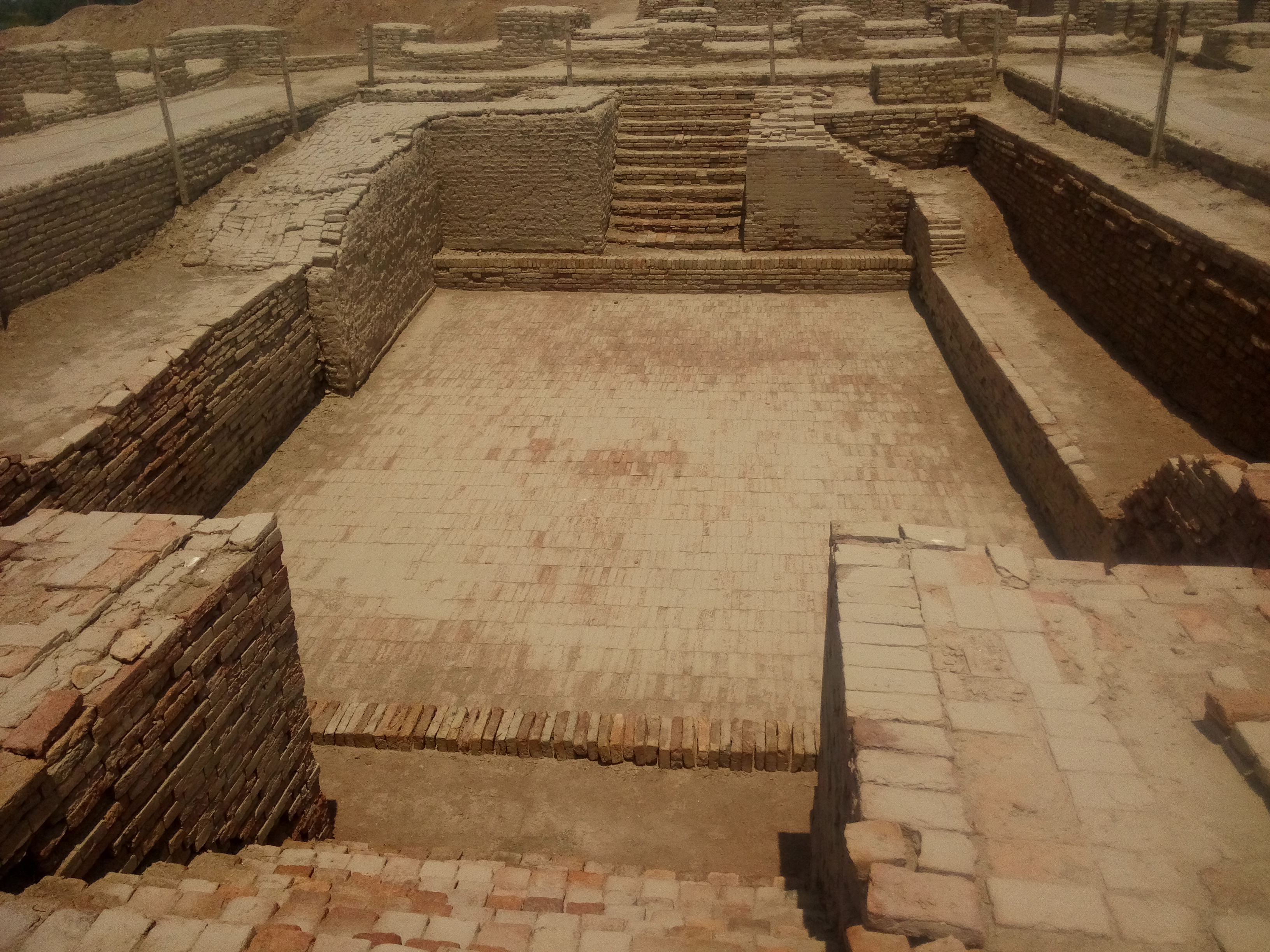
„Großes Bad“

Einerseits ist Mohenjo-Daro die größte noch erhaltene historische Siedlung aus der Bronzezeit, und viele Erkenntnisse können dadurch als gesichert bezeichnet werden. Andererseits existieren auch viele Annahmen und Vermutungen, so auch aus der Zeit der Wiederentdeckung. So wird etwa ein enormes Gebäude (ca. 60 × 27 Meter) als Kornspeicher bezeichnet, obgleich dies keine gesicherte Erkenntnis ist. Es wird vermutet, dass dieses Gebäude in früherer Zeit einen gewaltigen hölzernen Aufbau besaß.
Das Unikat einer 17 cm hohen Statuette wird als Priesterkönig gedeutet; er trägt jedenfalls ein Diademband oder eine Art Königsbinde. Andererseits fand sich in der gesamten Stadt – anders als bei den Hochkulturen in Mesopotamien und am Nil – keine weltliche oder sakrale Herrschaftsarchitektur. Zumindest konnte nichts durch ausreichend begründete Indizien und Fakten untermauert werden. Eine 60 × 30 Meter große Anlage wird als „Großes Bad“ bezeichnet. Im Innenhof existiert ein 7 × 12 Meter großes Bassin, das etwa 2 Meter tief in den Boden versenkt ist. Wahrscheinlich ist für dieses eine rituelle Nutzung, doch auch dies ist keinesfalls gesichert.

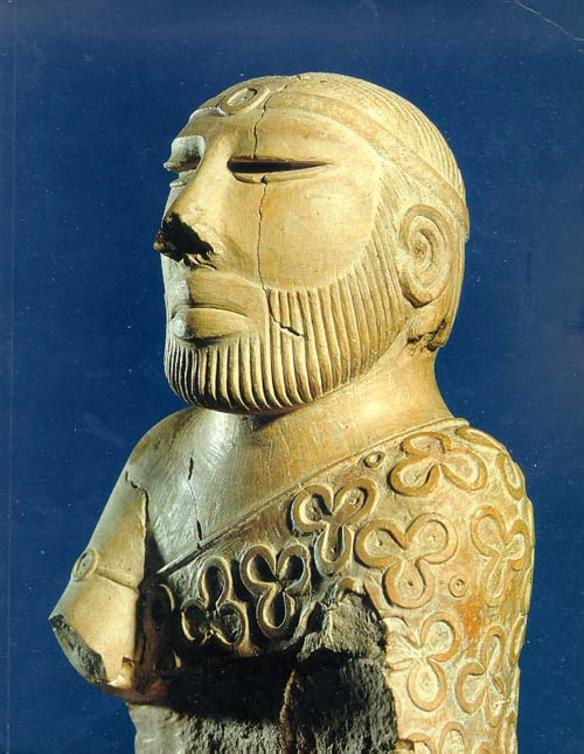
Als „Priesterkönig“ gedeutete Steinfigur
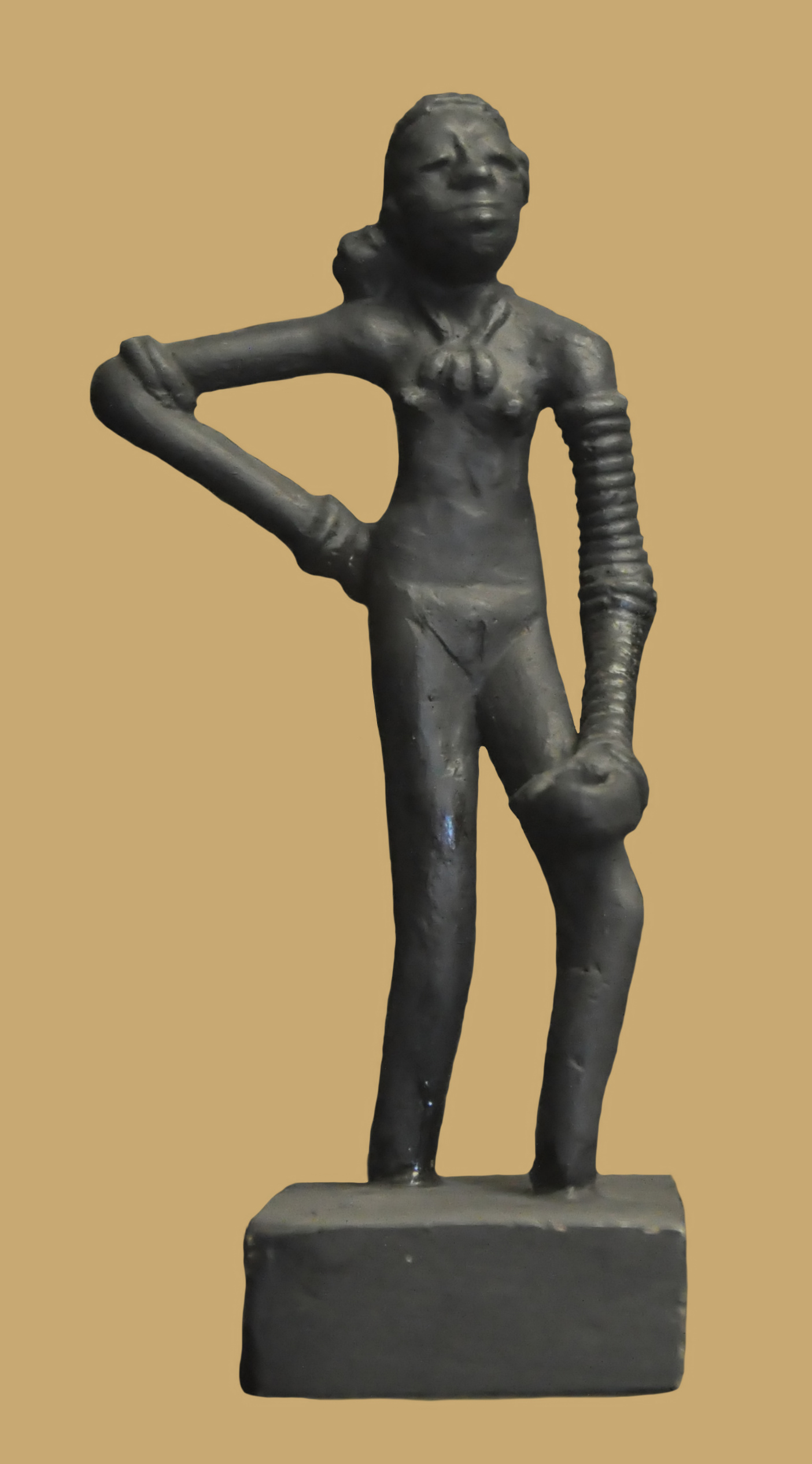
„Tanzmädchen“, Bronze, Höhe: 11 cm
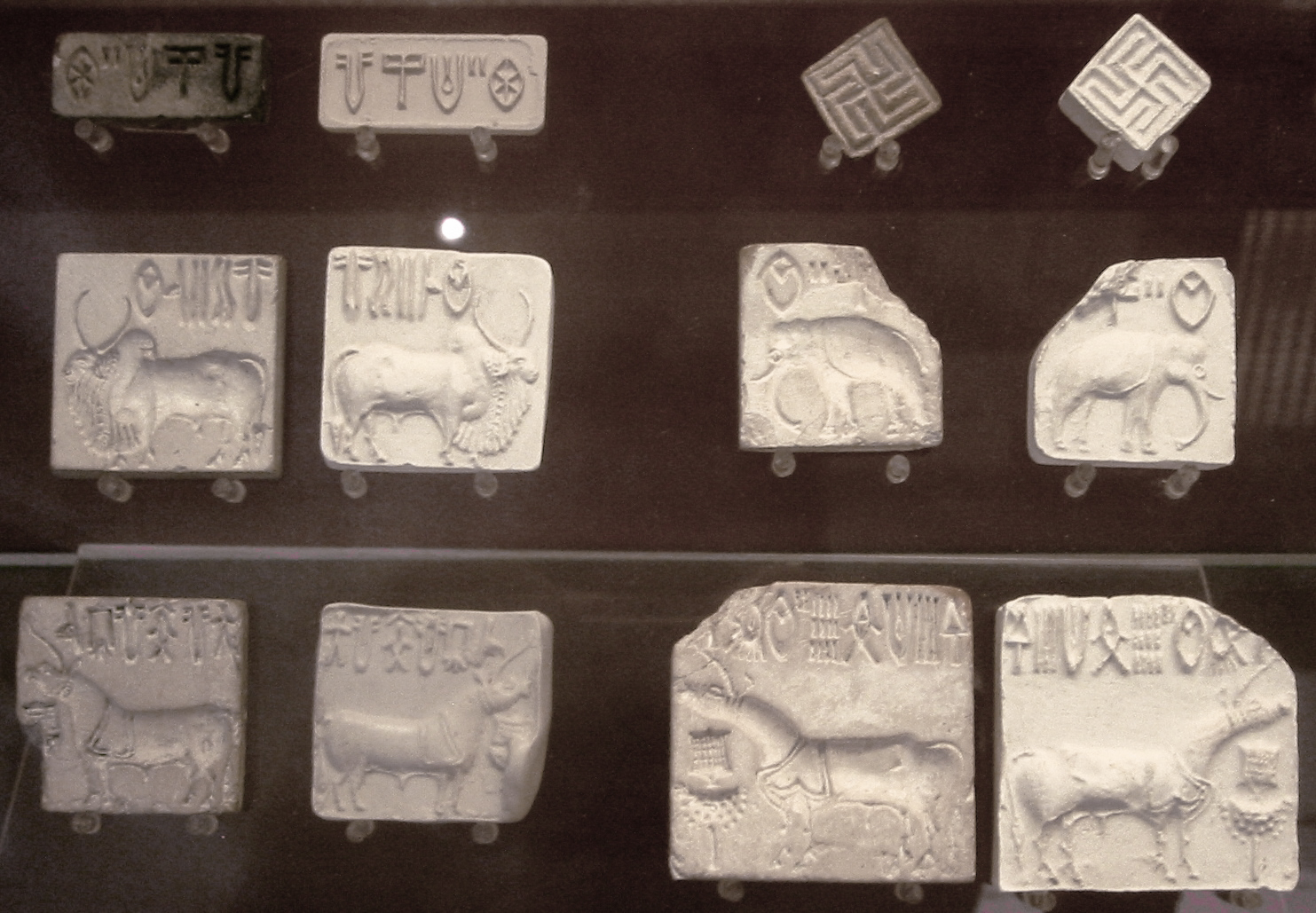
Siegel der Indus-Kultur (Britisches Museum)
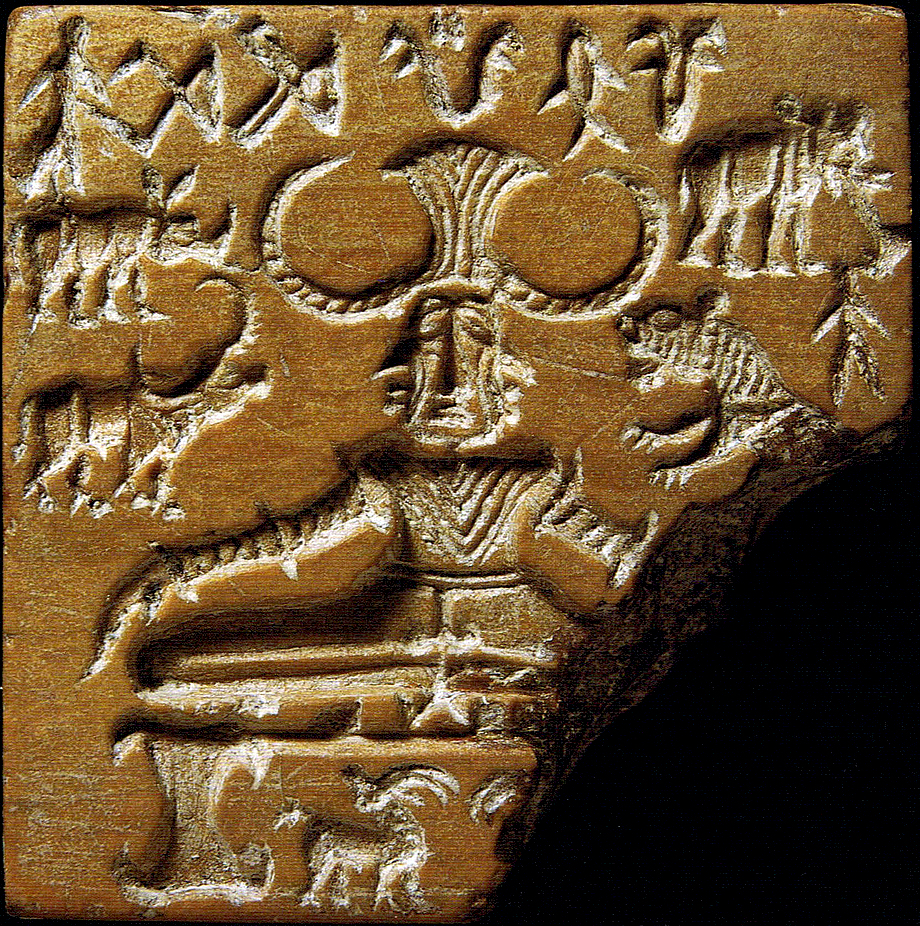
Mohenjo-Daro Siegel 420

## Stupa

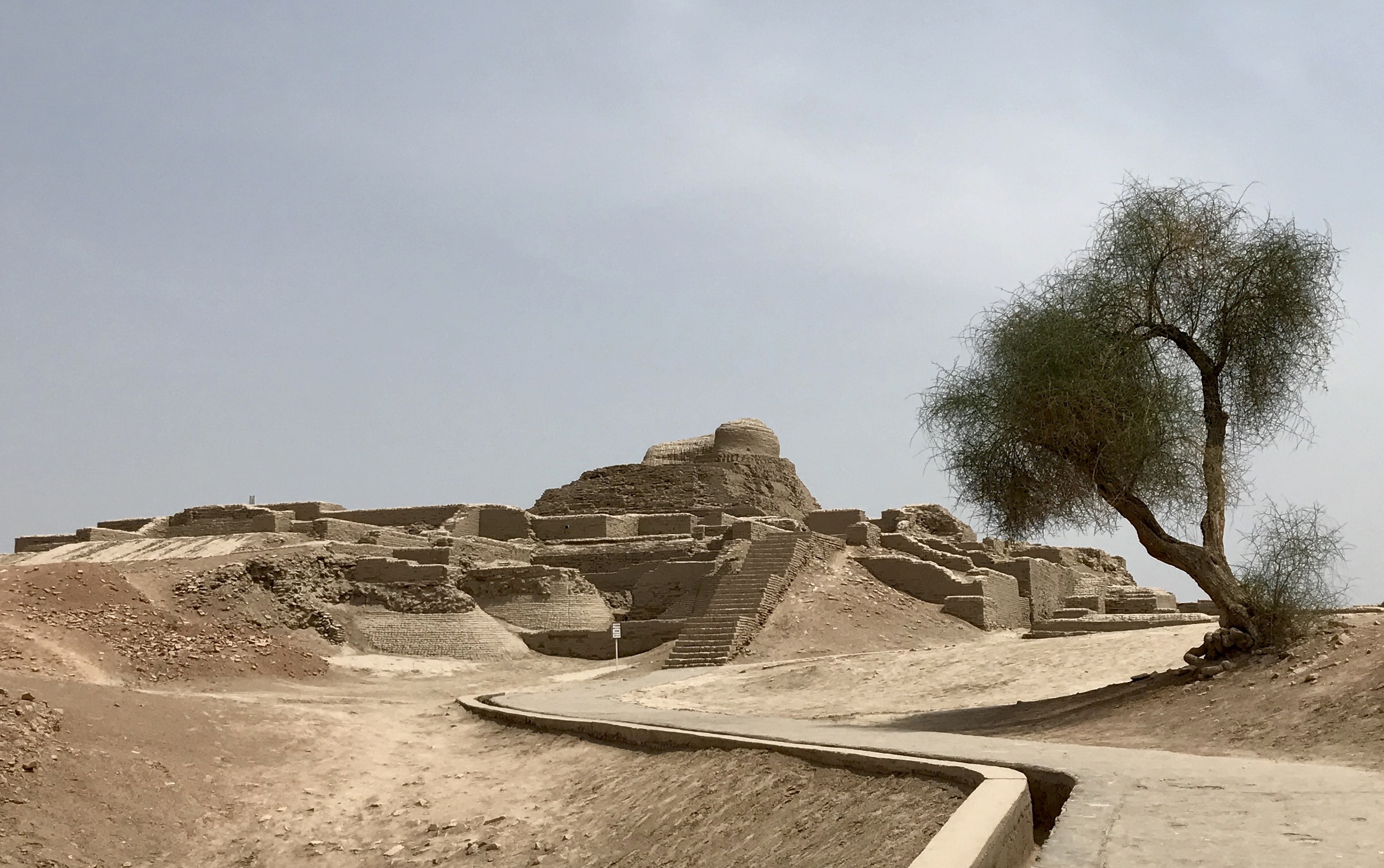
Stupa, von Westen gesehen

Im 2. oder 3. Jahrhundert n. Chr. wurde auf der Spitze des Zitadellen-Hügels aus Lehmziegeln ein weithin sichtbarer buddhistischer Stupa erbaut; von dem wahrscheinlich zu seinen Füßen existierenden Mönchskloster ist nichts mehr erhalten.

## Klima
Zur Blütezeit der Industalkultur war das Klima gemäßigt, und der Monsun brachte regelmäßig Niederschläge. Heute ist Mohenjo-Daro einer der heißesten Orte der Welt. Die höchste registrierte Temperatur liegt bei 53,5 °C. Temperaturen über 50 °C im Sommer sind keine Seltenheit; in kalten bewölkungsarmen Winternächten fällt das Thermometer manchmal sogar unter 0 °C. Mohenjo-Daro ist auch einer der niederschlagsärmsten Orte Pakistans; selbst in den Monsunmonaten Juli und August gibt es nur sehr wenig Regen.

## Film
- Mohenjo Daro - Das Geheimnis der Induszivilisation. Dokumentarfilm, Deutschland, 2008, 52 Min., Regie: Hannes Schuler, Produktion: Cinevision, SWR, arte, Erstsendung: 8. November 2008, Inhaltsangabe von arte, ARD-Mediathek (Sendung vom 21. März 2010 im SWR Fernsehen)